# جک بریدون
جک بریدون (انگلیسی: Jack Breedon; ۲۹ دسامبر ۱۹۰۷ – ۱۲ دسامبر ۱۹۶۷) بازیکن فوتبال اهل بریتانیا بود.
از باشگاه‌هایی که در آن بازی کرده‌است می‌توان به باشگاه فوتبال شفیلد ونزدی، باشگاه فوتبال بارنزلی، باشگاه فوتبال منچستر سیتی، باشگاه فوتبال منچستر یونایتد، و باشگاه فوتبال برنلی اشاره کرد.